# Nothing but Trouble (1918)
Nothing But Trouble é um curta-metragem mudo norte-americano de 1918, do gênero comédia, estrelado por Harold Lloyd. Cópia do filme existe.

## Elenco

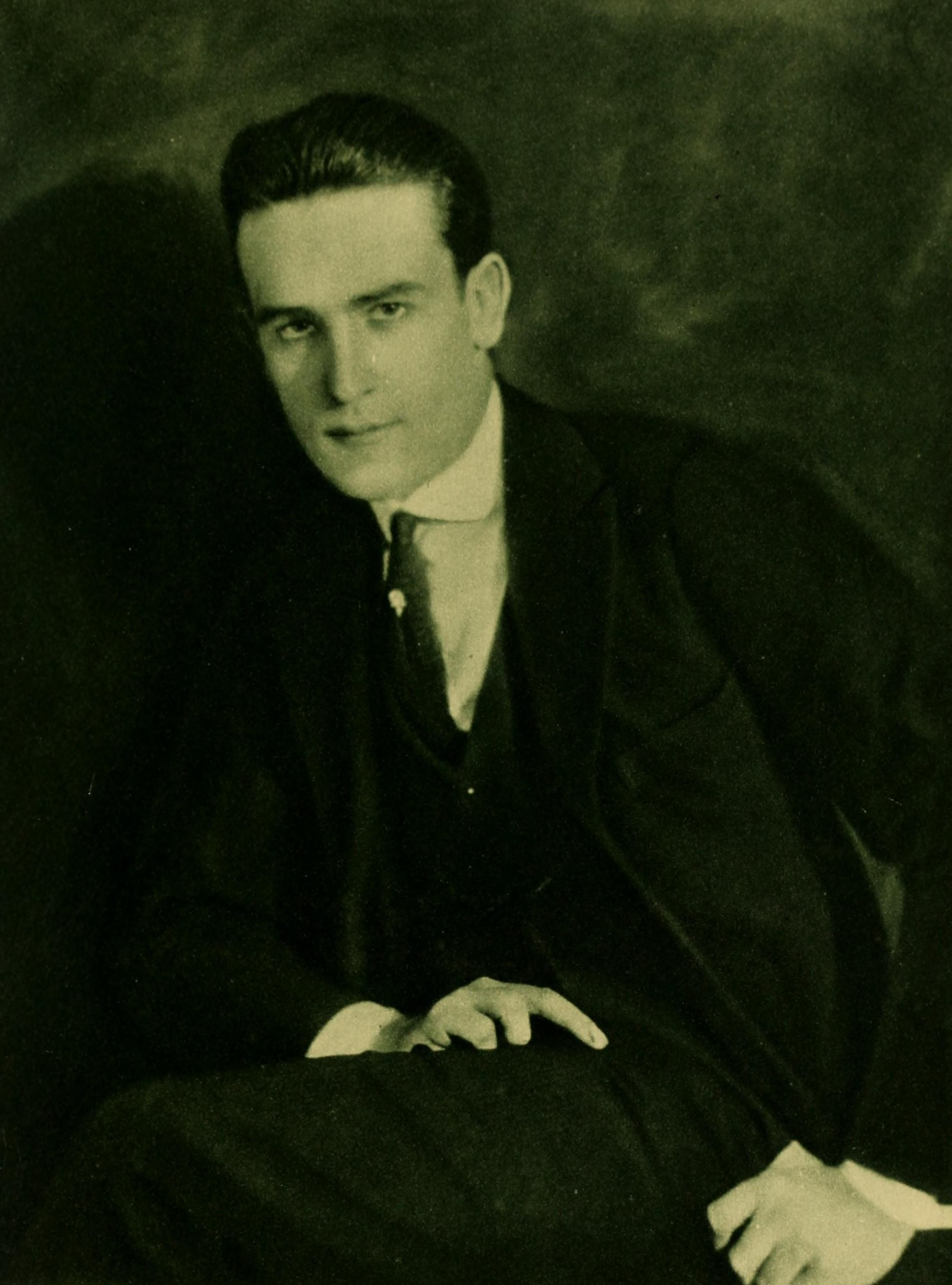
Harold Lloyd

- Harold Lloyd
- Snub Pollard
- Bebe Daniels
- William Blaisdell
- Helen Gilmore
- Lew Harvey
- Wallace Howe
- Bud Jamison
- Belle Mitchell
- Noah Young